# Satan bouche un coin
Pour plus de détails, voir Fiche technique et Distribution.
Satan bouche un coin est un court métrage français réalisé par Jean-Pierre Bouyxou et Raphaël Marongiu, sorti en 1968. 

## Fiche technique
- Titre : Satan bouche un coin
- Réalisation : Jean-Pierre Bouyxou et Raphaël Marongiu
- Scénario : Jean-Pierre Bouyxou
- Photographie : Jean-Pierre Bouyxou, Raphaël Marongiu et Loïc Picard
- Montage : Jean-Pierre Bouyxou
- Production : Jean-Pierre Bouyxou
- Pays d'origine :  France
- Durée : 12 minutes
- Date de sortie : 4 mai 1968

## Distribution
- Pierre Molinier
- Janine Delannoy
- Étienne O'Leary
- Michèle Giraud
- Noël Godin